# Kate (Tanzania)
Kate è una circoscrizione rurale (rural ward) della Tanzania situata nel distretto di Nkasi, regione di Rukwa. Conta una popolazione di 23 678 abitanti (censimento 2012).